# Spilosoma deschangei
Spilosoma deschangei är en fjärilsart som beskrevs av Dep. 1883. Spilosoma deschangei ingår i släktet Spilosoma och familjen björnspinnare. Inga underarter finns listade i Catalogue of Life.